# Supersypnoides fletcheri
Supersypnoides fletcheri är en fjärilsart som beskrevs av Emilio Berio 1958. Supersypnoides fletcheri ingår i släktet Supersypnoides och familjen nattflyn. Inga underarter finns listade i Catalogue of Life.